# Война за Реформу
Война за реформу — гражданская война между консервативными и либеральными силами Мексики в 1857—1861 годах.

## Предыстория

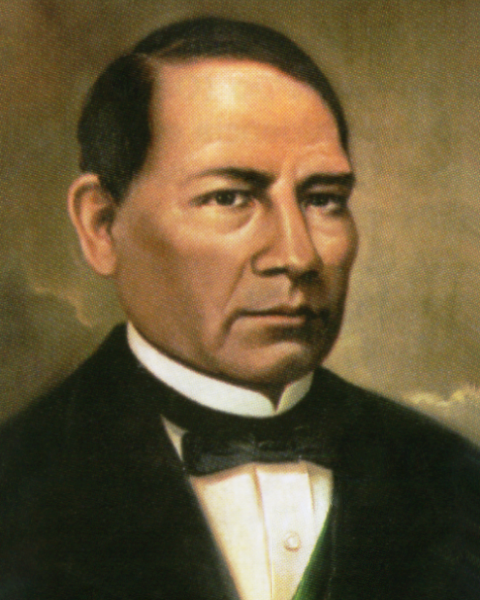
Бенито Хуарес

Последствия поражения в войне с Соединенными Штатами, капитулянтская позиция президента Санта-Анны, докапиталистические формы землепользования, привилегии церкви и высших армейских кругов привели к усилению борьбы между либералами и консерваторами, вылившейся в буржуазную революцию. Целью революции являлись экономическое развитие, секуляризация имущества, ликвидация привилегий церкви и армии.
Началом революции стало 1 марта 1854 года — дата восстания в городе Аютла, участники которого стремились к свержению диктатуры Санта-Анны и проведению реформ («План Аютла»). Повстанческое движение охватило всю страну, режим генерала Санта-Анны пал, а сам он вынужден был эмигрировать.
У власти оказалось правительство Хуана Альвареса, представлявшее левое крыло либералов — «пурос» (крайние). В ноябре 1855 года по предложению министра Бенито Хуареса был издан закон, отменявший привилегии армии и духовенства («закон Хуареса»). Недовольные законом консерваторы и часть правого крыла либералов — «модерадос» (умеренных), произвели переворот, при этом архиепископ Мехико пригрозил отлучением от церкви всем, кто подчинится «закону Хуареса».
Однако контрреволюционное выступление было подавлено. Правительство Игнасио Комонфорта, принадлежавшего к умеренным либералам модерадос, утвердило «закон Хуареса» и приняло по предложению министра финансов Мигеля Лердо де Техады закон, запрещавший церковным и гражданским корпорациям владеть недвижимостью, а также ускоривший переход на условиях купли-продажи церковных земель и недвижимости в руки буржуазии и латифундистов. По «закону Лердо» ими была скуплена и значительная часть земель индейских общин, попавших под определение «гражданских корпораций», а безземельные индейцы восполнили недостаток необходимых капиталистическим отношениям рабочих рук. Подобные меры объясняются тем, что Лердо считал общинное хозяйство менее эффективным, чем частное.
16 сентября 1857 года, в годовщину восстания Мигеля Идальго, вступила в силу новая конституция. В ней Мексика провозглашалась демократической представительной республикой, состоявшей из суверенных во внутренних делах штатов. Законодательная власть принадлежала избираемому на два года однопалатному конгрессу, а исполнительная — президенту, избираемому на срок в четыре года всеобщим голосованием. Духовенству запрещалось избираться в органы государственной власти. В конституции подтверждались положения законов Хуареса и Лердо. Конституция декларировала неприкосновенность частной собственности, свободу слова, печати, собраний, тайну переписки, запрещала рабство и пеонаж.

## Конфликт

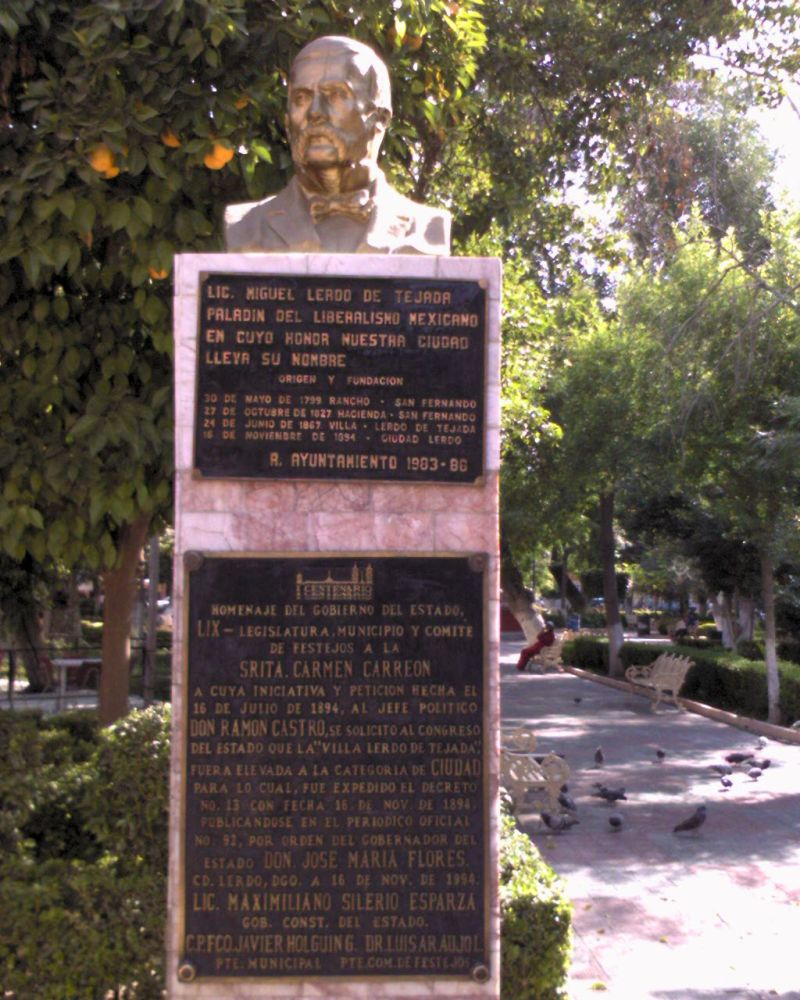
Памятник Мигелю Лердо де Техада

Против конституции выступили консерваторы и церковь, часть крестьянства также была недовольна реформами. В ряде штатов вспыхнули восстания, в конце 1857 года президент Комонфорт бежал, а правительство возглавил консерватор Феликс Сулоага. Консерваторы, на чьей стороне находилась регулярная армия, заняли ряд крупных городов, в том числе Мехико, и объявили об отмене Конституции и «закона Лердо». Одним из лидеров либералов был Бенито Хуарес. Он возглавил либеральное правительство, опиравшееся на северо-западные и часть южных штатов. Войска либералов состояли из национальной гвардии и партизан, были плохо экипированы, малообученны и неорганизованны. Противостояние усиливало влияние церкви, помогавшей авторитетом и финансированием силам консерваторов. В ответ либералы применяли против духовенства репрессии вплоть до смертной казни священников, призывавших не поддерживать конституцию. Противники искали поддержи за границей, Хуарес — в США, Сулоага — в Великобритании.
Весь 1858 год консерваторы одерживали победы. Генералы Мигель Мирамон и Леонардо Маркес захватили Сан-Луис-Потоси. Далее Маркес взял Гвадалахару, Мирамон занял тихоокеанское побережье. Однако из-за действий партизан консерваторы не могли закрепиться на захваченных территориях. Обычно они контролировали только города.
В декабре президентом от консерваторов стал Мирамон — Сулоага скрылся в горах Пуэблы. В феврале 1859 года Мирамон выступил на Веракрус. Он нашел город неприступным и вскоре снял осаду ввиду того, что солдаты стали умирать от жёлтой лихорадки. В это время командующий армиями либералов Сантос Дегольядо совершил набег на Мехико, однако на подступах к городу он был разбит Маркесом в сражении при Такубайе.
В июле Хуарес издает «Законы о реформе», в которых декларировалось изъятие у церкви того имущества, которое она использует против общества, таким образом вместо выкупа церковного имущества предусматривалась его национализация. Провозглашалась свобода вероисповедания, церковь отделялась от государства, распускались монастыри, братства и конгрегации, вводился гражданский брак, регистрация актов гражданского состояния передавалась государству.
Европейские державы признали президентом Мексики Мигеля Мирамона. Активную помощь консерваторам оказывала Испания. США поддерживали Хуареса. Однако угроза американской интервенции заставила либералов подписать договор, по которому США получили право транзита через Теуантепек и разрешение вводить в Мексику войска для защиты собственности и наведения порядка.
В ноябре 1859 года Дегольядо был разбит у Керетаро в сражении при Эстансия-де-лас-Вакас. В течение зимы Мирамон снова попытался захватить Веракрус. Испанские корабли блокировали город с моря, однако были захвачены американским военным кораблем. После недельной осады Мирамон отступил. В мае 1860 года он атаковал Халиско. 
В целом к 1860 году военный перевес оказался на стороне либералов, получивших и численное превосходство. В августе 1860 года в сражении при Силао Мирамон впервые потерпел поражение от втрое превосходящих сил либералов. В том же месяце либералы взяли Оахаку.
Как консерваторы, так и либералы остро нуждались в денежных средствах, что побуждало их к экстренным мерам. Либералами был конфискован английский поезд с серебром, а Мирамон взял из здания английского посольства в Мехико 700 тыс. песо, а также заключил сделку (о последствиях сделки см. Франко-мексиканская война) с владельцем рудников Жеккером.
В октябре либеральный генерал Гонсалес Ортега взял Гвадалахару, а в ноябре разбил Маркеса у Кальдерона. Далее он двинулся в долину Мехико. Столицу также окружили партизанские отряды. 22 декабря при Кальпулальпане была разбита последняя армия консерваторов. 25 декабря 1860 года либералы вступили в столицу..
Гражданская война завершилась победой либералов. Экспроприация церковной недвижимости и земель индейцев, упразднение цехов и внутренних таможен способствовали развитию мексиканского капитализма. Тем не менее аграрный вопрос так и не был решен, сохранялись пеонаж и кабальные виды аренды.